# 陈一百
陈一百（1909年9月28日—1993年1月10日），号百一，广西北流人，中华人民共和国教育统计学和教育测量学家、社会活动家，中国民主促进会中央委员会原常务委员。

## 生平
1909年出生于广西北流，其父为国学家陈柱。1924年9月，只有15岁的陈一百同时考取了复旦大学和金陵大学，最后选择金陵大学哲学教育系就读。在大学期间，他在陈锺凡、胡小石、叶长青的熏陶鼓励下钻研中国古典文学，先后写成并出版了《陶渊明诗研究》、《曹子建诗研究》；又受新文学思潮的影响，从事白话诗文的创作，并兼任《金陵周刊》和《金陵月刊》的主编。1929年冬大学毕业，获文学学士学位。
1930年秋赴美国康乃尔大学研究院学习，专攻教育统计与心理测量学科，获硕士学位，又先后转入加州大学和斯坦福大学研究院继续深造。1934年8月回国，先在上海光华大学、大夏大学任教授，后在复旦大学、大夏联合大学和国立师范学院任教授、系主任等职。
1946年9月至1949年6月应聘到广州中山大学师范学院任教授、院长等职。1949年7月至1953年8月调至国立南宁师院和广西大学文教学院任院长。1953年9月后，先后在中山大学、广州师范学院、广东教育学院、华南师大、广州师院任教授、院长等职。
20世纪60年代初，教育统计学、教育测量学在中国大陆还属禁区。陈一百坚持为青年学生讲授教育学、心理学和教育统计学、测量学等课程，指导学生掌握和探索教育规律。
文化大革命结束后，陈一百率先提出要重建教育测量学科。中国大陆改革开放以后，他委托亲朋从美国购回一批有关教育统计与测量学理论的新书，为同行编译的有关著作承担校订、审稿任务。他与同行专家协作，共同编写了全国高等师范院校的通用教材《教育统计学》。1993年去世。